# Хенри, Джоди
Джоди Клэр Хенри (англ. Jodie Clare Henry; род. 17 ноября 1983, Брисбен) — австралийская пловчиха, трёхкратная чемпионка летних Олимпийских игр 2004 года, пятикратная чемпионка мира, четырёхкратная чемпионка Игр Содружества.

## Биография
Джоди Клэр Хенри родилась в 1983 году в Брисбене. Научилась плавать в 3-летнем возрасте. С 14 лет участвовала в соревнованиях по плаванию. В 2000 году участвовала в Юношеских Играх Содружества, где завоевала пять золотых медалей.
В 2002 году на Играх Содружества Хенри завоевала три золотые медали. На летних Олимпийских играх 2004 года она победила на дистанции 100 метров вольным стилем, при этом установив новый мировой рекорд, а также в составе сборной Австралии в эстафете 4×100 м вольным стилем и в комбинированной эстафете 4×100 метров. Хенри стала первой австралийкой со времён Шейн Гоулд, ставшей трёхкратной чемпионкой на одних играх. Она также победила на дистанции 100 метров вольным стилем на Чемпионате мира по водным видам спорта 2005 года и в 2005 и 2007 годах занимала первое место в составе сборной Австралии в эстафете 4×100 м вольным стилем и в комбинированной эстафете 4×100 метров (в последней участвовала только в предварительном заплыве). Хенри стала первой пловчихой в истории, кто побеждал на дистанции 100 метров вольным стилем на Олимпийских играх, Играх Содружества и Чемпионате мира.
Хенри не смогла участвовать в летних Олимпийских играх 2008 года из-за травмы. В 2009 году она объявила о завершении карьеры. Вышла замуж за футболиста Тима Ноттинга, у них родилось трое детей. В 2015 году она была включена в Зал Славы мирового плавания.